# سیارک ۹۲۸۹۱
سیارک ۹۲۸۹۱ (به انگلیسی: 92891 Bless، نامگذاری:2000QK236) نود و دو هزار و هشتصد و نود و یکمین سیارک کشف شده‌است که در ۲۶ اوت ۲۰۰۰ کشف شد.